# Junghans Microtec
Die Junghans Microtec GmbH mit Sitz im Dunninger Ortsteil Seedorf im Landkreis Rottweil in Baden-Württemberg ist weltweit führend in der Herstellung von Zündern und Zündsystemen.
Das zu 55 Prozent zu Diehl in Nürnberg und zu 45 Prozent zur französischen Thales Group gehörende Unternehmen beschäftigt 750 Mitarbeiter und will im Jahr 2024 einen Umsatz von 230 Millionen Euro erzielen.
Wikileaks veröffentlichte im Dezember 2010 eine geheime Liste der US-Terrorismusabwehr, in der die Junghans Microtec als „Objekt nationalen Sicherheitsinteresses außerhalb der Vereinigten Staaten von Amerika“ aufgelistet ist.

## Geschichte
Das Unternehmen ist ein Ableger des im Jahr 1861 in Schramberg gegründeten Uhrenherstellers Junghans. 1984 wurde Junghans in die Unternehmensbereiche Uhren und Zünder aufgeteilt. Der Zünderbereich wurde 1999 rechtlich eigenständig unter der Junghans Feinwerktechnik GmbH & Co. KG, die 2007 zur Junghans Microtec GmbH umfirmiert wurde. Junghans T2M ist eine hundertprozentige Tochter der Junghans Microtec. Beide treten seit 2015 unter der Dachmarke Junghans Defence auf.

## Produkte
Junghans Microtec stellt militärische Zünder und Zündsysteme her. Hierzu gehören beispielsweise Zünder für Artillerie, Mörser, Mittelkaliber, Panzer, Panzerabwehr, Lenkflugkörper und Sicherungseinrichtungen. Das Programm umfasst u. a. Zünder für Artillerierohrwaffen der Kaliber 76 mm bis 203 mm. Für diese Waffen stellt das Unternehmen Aufschlagzünder, Zeitzünder, Doppelzünder und Multifunktionszünder her. So verwendet beispielsweise der leichte Panzermörser Wiesel II den Junghans-Zünder MFZ/M bei 120-mm-Geschossen als Standardbewaffnung. Die produzierten Artilleriezünder entsprechen dem Joint Ballistics Memorandum of Understanding (JBMoU)-Systemen der NATO und sind gemäß STANAG (NATO-Standardisierungsübereinkommen), der Allied Ordnance Publication (AOP) sowie dem United States Military Standard (MIL-STD) ausgeführt.
Vor dem Krieg in der Ukraine wurden jährlich ca. 150.000 Zünder produziert, im Jahr 2024 sollen 450.000 Zünder und im Folgejahr 750.000 produziert werden.